# バロン・モルド
バロン・モルド (Baron Mordo) 、またはカール・アマデウス・モルド (Karl Amadeus Mordo) は、マーベル・コミックが出版するアメリカン・コミックスに登場するスーパーヴィランである。魔術の才能があり、特に悪魔召喚を含む黒魔術に長け、ドクター・ストレンジの敵として描写される。
カール・モルドは、スティーヴン・ストレンジがチベットに到着した時点で、エンシェント・ワンの下で魔術を研究していたが、同時にエンシェント・ワンを殺そうと陰謀を企だてていた。しかし魔術師になったストレンジに敗れて追放され、それ以来モルドは“ソーサラー・スプリーム”になったストレンジと何度か衝突。時には悪魔のドルマムゥの力を得て、ストレンジになりすましたこともあった。

## 発行履歴
スタン・リーとスティーヴ・ディッコによって創造され、1963年8月の『ストレンジ・テイルズ』 第111号で初登場した。

## キャラクター経歴
カール・アマデウス・モルドは、トランシルバニアの“ヴァルフ・マンドラ”にある古い貴族の家に産まれ、裕福な環境で育った彼は望むことをなんでも叶え、贅沢な生活を送るだけでなく、黒魔術などのオカルト研究を趣味とする変わり者な祖父の影響で、魔術に対して異常なまでの関心を持つようになると、魔術師であるエンシェント・ワンの弟子になった。エンシェント・ワンはモルドが強大な力を求めていると見抜き、注意深く見守りながら修行に励ませることで改心させようとしたがそれは叶わず、モルドはエンシェント・ワンの知識を全て学んだと思い込んで彼の抹殺を企んだ。しかしそれを察したストレンジと激しい魔術戦となり、相手を拘束して勝利したと思いきや、裏をかいていたストレンジに敗北。これによりモルドは外界に追放された。
モルドは外界に追放された後も独自に黒魔術の研究を続け、邪悪にして世界有数の魔術師となった。そんなモルドはストレンジへの復讐を企み、アストラル投射を駆使しての毒殺やクライヴ・ベントレー卿に変装など、あの手この手でストレンジを手にかけようとしたが失敗した。

## 能力・スキル
バロン・モルドは、黒魔術とミスティック・アーツを長年研究してきたことから、催眠術、動物磁気、強大な爆風の発生、次元間のテレポート、身体から“アストラル体”を切り離すなど、さまざまな効果を持つ魔術の数々を有している。呪文を唱えることで、地球に接する別次元から異次元のエネルギーを利用することもでき、満足に操れるとまではいかないが、悪魔を召喚することも可能。
また、空手のような武道についてある程度の心得があり、魔法の伝承についても幅広い知識を持っている。

## その他のバージョン

### ミュータントX
『ミュータントX』の最終号に“エンシェント・ワン”と呼ばれるモルドが登場。ビヨンダー/ゴブリンクイーンを止めるために他のヒーローやヴィランと同盟しているが、彼もまたヴィランと見られている。

### シークレット・ウォーズ2099
『シークレット・ウォーズ2099』の『バトルワールド』では、マーティン・ハーグッドを調査し、最終号では、彼がモルドの子孫であることが明らかになった。

### MARVEL’ｓウェイストランダーズ
『MARVEL’ｓウェイストランダーズ』では、アース21923の大統領府で村を経営しながらダークホールドを所有し、捕虜のアガサ・ハークネスから力を引き、ソフィア・ストレンジを奴隷にした。だが後にドクター・ドゥームが村に出くわすと、彼の手にかかって死亡し、ダークホールドも奪われた。

## MCU版
『マーベル・シネマティック・ユニバース』では、キウェテル・イジョフォーが演じる。日本語吹替は小野大輔が担当する。

### キャラクター像
かつて知識と力・復讐の手段を求めて“カマー・タージ”を訪ね、“マスターズ・オブ・ミスティック・アーツ”に入門して修行を積んだ黒人系の魔術師。
自然の調和を保つ魔術師であることに誇りを持っており、生真面目で自らの倫理観を確立しているものの、融通が利かない一面もあり、自然の秩序を乱す敵には容赦せず命まで奪おうとするほどの激しい気性の持ち主。その意固地さも相まって、エンシェント・ワンからは「若い頃に苦労した経験から魂が固すぎる」と危惧されている。
かつてはエンシェント・ワンを師と強く信頼している忠実な弟子で、同門のウォンと共にスティーヴン・ストレンジ/ドクター・ストレンジを魔術の道へと導いたが、彼らとは後述の理由から袂を分かっている。

### カール・モルド / バロン・モルド（Karl  Mordo / Baron Mordo）
正史の宇宙（“アース616”）とは別の宇宙である“アース838”におけるモルド。アース838のマスターズ・オブ・ミスティック・アーツの“ソーサラー・スプリーム”となっていると共に、“イルミナティ”のメンバーの一人でもある。
ドレッドロックスの髪型、重厚感ある衣装を身にまとっているなど一見その肩書に相応しい佇まいをしているが、同じ宇宙のストレンジであるスティーヴン・ストレンジ/スプリーム・ストレンジの才能に嫉妬して彼を堕落させ、自身がソーサラー・スプリームの座につくために“ダークホールド”を与えたり、そのことをストレンジ （アース616）に見抜かれて挑発されると激昂するなど、小物染みた本質の男であり、加えて、ストレンジ（アース616）のワンダ・マキシモフ/スカーレット・ウィッチに関する警告を聞き流すというほかのイルミナティの仲間たちと同等の浅はかさも見せた。

### 能力
“マスター”のランクを有する熟練の魔術師としての実力を持つが、現在のところ魔術よりも、体術や後述の“レリック”を駆使した直接的な近接戦法をメインに戦う描写がほとんどである。

### レリック
スリング・リング（Sling Ring）
使用する魔術師が望む行き先へのゲートウェイ（出入り口）を開く指輪。モルド（アース838）は所持・使用していない。
ヴァルトのブーツ（Vaulting Boots of Valtorr）
モルドが常時履いている一足の靴。これを履くことで、空中を蹴りながら歩行・跳躍ができる。
リビング・トリビューナルの杖（Staff of the Living Tribunal）
かつて公平かつ冷酷な裁きを下す宇宙的な存在が所有していたと知られるスタッフ。分かれた節から現れるオレンジ色の魔術エネルギーにより、多節棍のように変化し、打ち付けた敵を吹き飛ばす衝撃力を繰り出す。現代ではモルドがこれを背負って携行し、修行や戦闘で鞭として用いる。モルド（アース838）は所持・使用していない。
ニサンティの砂（Sands of Nisanti）
アース838に存在する緑の光を放つ砂。普段はストレンジ記念館にガラスの壺に納めて保管されており、魔術師や他のレリックの魔力を減衰させる効果を有している。元はスプリーム・ストレンジのレリックだったが、彼の死後にモルドが手に入れ、イルミナティ本部で使われる手錠やケージの材料の一つとなっているほか、鎮静薬と混ぜ合わせて加えた紅茶をアース838に来訪したストレンジ（アース616）とアメリカ・チャベスに飲ませ、彼らを眠らせる。
剣
モルド（アース838）が背負って携行・愛用する剣。使用時には刀身の魔術エネルギーがオレンジ色に光る。イルミナティ本部でのストレンジ（アース616）との戦いで用いるが、前述の手錠をかけられたことで刀身が収納され、使い物にならなくなる。

### ストレンジ記念館
アース838のサンクタム・サンクトラム。以前はスプリーム・ストレンジの管理下にあったが、現在ではソーサラー・スプリームとなったモルド（アース838）が主となっている。玄関前には「生命をかけてサノスを倒した功労者」としてこの宇宙で祭り上げられるスプリーム・ストレンジの銅像が構えられ、侍女と思しき魔術師の女性も勤めており、モルドによればダークホールドも置かれているらしい。これら以外の大まかな外観と内装は正史の宇宙のサンクタム・サンクトラムとほぼ同等の施設であり、モルドとストレンジ（アース616）及びアメリカの邂逅の場となる。

### 描写
『ドクター・ストレンジ』
本作でMCU初登場。
カトマンズを訪れたストレンジを暴漢らから救い、カマー・タージへと招いて彼の兄弟子兼お目付け役となり、修行相手を務めつつ魔術の知識を与えるだけでなく、規則を無視したり闇の勢力との戦いに消極的な姿勢を見せるストレンジを戒める。やがてゼロッツのサンクタム・サンクトラム襲撃に巻き込まれ、応戦する最中にエンシェント・ワンの秘密を知ったことで、魔術に対して失望してしまう。
それでも香港を守るためにストレンジやウォンと共闘したが、戦闘後に彼らと決裂して行方をくらます。さらにエンドロール後には、パングボーンの下に現れ、彼の魔力を奪い取り、「魔術師が多すぎる」と呟く。
『ドクター・ストレンジ/マルチバース・オブ・マッドネス』
本作では、モルド（アース838）が物語中盤から登場。ストレンジ記念館前にやって来たストレンジ（アース616）とアメリカに遭遇すると、ストレンジを「兄弟」と呼んで「別の宇宙のストレンジがやってくる日を待ち望んでいた」と伝えつつ彼らを館内に招き入れ、ワンダ/スカーレット・ウィッチに関する問題から“ドリームウォーク”の概念、“ヴィシャンティの書”について話すなど友好的に装い続けてストレンジたちを拉致し、イルミナティ本部に捕縛。ストレンジの裁判の時間になると、彼にイルミナティによって捕らわれたことを告げ、“ウルトロン・セントリー”に議場へ連行させ、召集された仲間たちをストレンジに紹介した。
イルミナティの仲間たちとスプリーム・ストレンジの死の真相を告げていたところ、ワンダの本部襲撃で裁判の中断を余儀なくされると仲間の多くが彼女の迎撃に向かい、ストレンジに逃げるよう促すプロフェッサーXに反対。彼もワンダの対処に向かうと、ヴィシャンティの書に案内するよう催促するストレンジに苦言を呈するが、スプリーム・ストレンジに対する嫉妬心を看破・指摘されて逆上。独断で処刑しようと襲いかかるも、彼にかけられていた手錠の片方を結果的に外すだけでなく逆にかけられ、素手による格闘戦となった末にストレンジを議場から逃がしてしまった。その際に、走り去るストレンジへ「わかってきたぞ、そっちの宇宙のモルドがお前を嫌う訳を！」と卑小な捨て台詞を吐き、出番を終える。

## その他のメディア

### テレビアニメ
- 『スパイダーマン』では、ドルマムゥの下僕にしてストレンジの敵として登場し、トニー・ジェイが声をあてた。
- 『The Super Hero Squad Show』のエピソード『Night in the Sanctorum!』と『Invader from the Dark Dimension!』ではデイヴ・ボートが声をあてた。
- 『アルティメット・スパイダーマン』ではダニー・ジェイコブスが声をあてた[12]。
- 『アベンジャーズ・アッセンブル』のエピソード『アガモットの目 パート1』では、“ヒドラ”の一員であるアフリカ系アメリカ人として登場し、フィル・ラマールが声をあてた[13]。
- 『マーベル スパイダーマン』のエピソード『驚くべき仲間たち』では“A.I.M.”の一員であるアフリカ系アメリカ人として登場し、レナード・ロバーツが声をあてた[14][15]。

### ゲーム
- 『MARVEL ULTIMATE ALLIANCE』では、“マスターズ・オブ・イーヴィル”のメンバーにしてドクター・ドゥームの副官の一人を務めている。フィリップ・プロクターが声をあてた。
- 『Marvel: Avengers Alliance』ではボスキャラクター兼ロック解除可能なキャラとして登場する。
- 『MARVEL オールスターバトル』・『マーベル・パズルクエスト』・『LEGO マーベル スーパー・ヒーローズ 2 ザ・ゲーム』ではプレイヤーキャラクターとして登場し[16][17]、『LEGO マーベル スーパー・ヒーローズ 2 ザ・ゲーム』ではMCU版のビジュアルで登場する[18]。
- 『マーベル・フューチャーファイト』・『MARVEL フューチャーレボリューション』 にも登場する[19][20]。